# In This World
In This World è un brano del musicista americano Moby, rilasciato come secondo singolo dell'album 18 nel 2002. La canzone presenta la parte vocale del brano "Lord, don't Leave Me" dei The Davis Sisters.. "In This World" raggiunse il 35º posto nelle UK Singles Charts.

## Tracce
CDMUTE276 (UK)
1. "In This World" – 3:26
2. "Piano & Strings" – 5:16
3. "Downhill" – 5:18

LCDMUTE276 (UK)
1. "In This World (T&F Vs Moltosugo Club Mix - Edit)"
2. "In This World (ATFC's Southern Fried Vocal)"
3. "In This World (Push Vocal Club Mix)"

## Videoclip
Il video racconta la storia di alcuni alieni provenienti da un asteroide che pianificano un piano con l'intento di portare saluti tradizionali, tra cui "Hello", "Hi" e "Hola". Tre alieni e la loro creatura, assomigliante a un cane, si imbarcano sul loro disco volante verso il pianeta Terra. Arrivano e subito si rendono conto che le persone, abitanti di New York, sono tanti rispetto a quello che prevedevano. Così tanti che però non vengono considerati, nonostante i loro sforzi. Ma verso la fine del video, Moby stesso li nota, ma poi se ne va. Essi ritornano nel loro pianeta d'origine e in seguito fanno un gran cartello che regge la scritta "Hello".
Il seguito della vicenda è raccontato nel video del brano Sunday (The Day Before My Birthday).

## Classifiche
| Classifica (2002)                  | Posizione |
| ---------------------------------- | --------- |
| French Singles Chart               | 22        |
| German Singles Chart               | 78        |
| Official Singles Chart             | 35        |
| U.S. Billboard Hot Dance Club Play | 18        |